# Pofadders
Pofadders (Bitis) zijn een geslacht van zeer giftige slangen uit de onderfamilie echte adders (Viperinae) van de familie adders (Viperidae).

## Naam en indeling
De wetenschappelijke naam van de groep werd voor het eerst voorgesteld door John Edward Gray in 1842. De slangen werden eerder aan andere geslachten toegekend, zoals Vipera, Echidna en Coluber. Er zijn achttien soorten, inclusief de pas in 2016 beschreven soort Bitis harenna.

## Uiterlijke kenmerken
De slangen bereiken een lichaamslengte van ongeveer een tot twee meter. Kleinere soorten zoals de dwergpofadder (Bitis peringueyi) echter blijven aanzienlijk kleiner tot ongeveer 30 centimeter. De kop is duidelijk te onderscheiden van het lichaam door de aanwezigheid van een insnoering. Het lichaam is vaak erg dik en stevig gebouwd. De ogen zijn relatief klein en hebben een verticale pupil.
Alle soorten zijn zeer goed gecamoufleerd en hebben kleuren die lijken op de ondergrond. Veel soorten hebben buiten hun leefomgeving opvallende kleuren en patronen die echter in de natuurlijke habitat volledig wegvallen tegen de ondergrond. Deze kleuren maken pofadders extra gevaarlijk omdat ze nagenoeg onzichtbaar zijn en in het veld pas op het laatste moment worden opgemerkt.

## Levenswijze
De vrouwtjes zetten geen eieren af maar zijn eierlevendbarend, de jongen komen levend ter wereld. Op het menu staan vaak voornamelijk zoogdieren, maar ook reptielen, amfibieën, vogels en vissen worden gegeten. Pofadders zijn zeer giftig en hun beet is dodelijk voor mensen. De naam pofadder slaat op het hijgende, puffende geluid dat ze voortbrengen als ze worden bedreigd.

## Verspreiding en habitat
Pofadders komen voor in grote delen van centraal- en zuidelijk Afrika en leven in de landen Benin, Nigeria, Tsjaad, Centraal-Afrikaanse Republiek, Kameroen, Oeganda, Equatoriaal-Guinea, Congo-Brazzaville, Congo-Kinshasa, Angola, Zambia, Kenia, Rwanda, Gabon, Tanzania, Zimbabwe, Mozambique, Zuid-Afrika, Malawi, Togo, Ethiopië, Ghana, Ivoorkust, Liberia, Sierra Leone, Guinea, Namibië, Guinee-Bissau, Swaziland, Burundi, Burkina Faso, Niger, Eritrea, Somalië, Gambia, Senegal, Mauritanië, Mali, Soedan, Algerije, Marokko, Saoedi-Arabië en Oman. De habitat bestaat uit scrublands, graslanden, rotsige omgevingen, bossen, savannen en zandduinen.

## Beschermingsstatus
Door de internationale natuurbeschermingsorganisatie IUCN is aan negen soorten een beschermingsstatus toegewezen. Vijf soorten worden beschouwd als 'veilig' (Least Concern of LC), een soort als 'onzeker' (Data Deficient of DD) en twee soorten als 'kwetsbaar' (Vulnerable of VU). De soort Bitis albanica ten slotte staat te boek als 'bedreigd' (Endangered of EN).

## Soorten
Het geslacht omvat de volgende soorten, met de auteur en het verspreidingsgebied.
| Afbeelding | Naam                                 | Auteur                                                      | Verspreidingsgebied |
| ---------- | ------------------------------------ | ----------------------------------------------------------- | --- |
| -          | Bitis albanica                       | Hewitt, 1937                                                | Zuid-Afrika |
|            | Gewone pofadder (Bitis arietans)     | Merrem, 1820                                                | Zuid-Afrika, Swaziland, Namibië, Botswana, Zimbabwe, Mozambique, Malawi, Zambia, Angola, Tanzania, Burundi, Rwanda, Oeganda, Kenia, Congo-Kinshasa, Congo-Brazzaville, Gabon, Burkina Faso, Equatoriaal-Guinea, Kameroen, Centraal-Afrikaanse Republiek, Niger, Nigeria, Benin, Togo, Ghana, Ivoorkust, Sierra Leone, Eritrea, Ethiopië, Somalië, Guinea, Guinee-Bissau, Gambia, Senegal, Mauritanië, Westelijke Sahara, Mali, Soedan, Algerije, Marokko, Saoedi-Arabië, Oman |
|            | Bitis armata                         | Smith, 1826                                                 | Zuid-Afrika |
|            | Bitis atropos                        | Linnaeus, 1758                                              | Zuid-Afrika, Swaziland, Lesotho, Zimbabwe, Mozambique |
|            | Gehoornde pofadder (Bitis caudalis)  | Smith, 1839                                                 | Namibië, Angola, Zuid-Afrika, Zimbabwe, Botswana, Zambia |
|            | Bitis cornuta                        | Daudin, 1803                                                | Zuid-Afrika, Namibië |
|            | Gabonadder (Bitis gabonica)          | Duméril, Bibron & Duméril, 1854                             | Benin, Nigeria, Tsjaad, Soedan, Centraal-Afrikaanse Republiek, Kameroen, Oeganda, Equatoriaal-Guinea, Congo-Brazzaville, Congo-Kinshasa, Angola, Zambia, Kenia, Rwanda, Gabon, Tanzania, Zimbabwe, Mozambique, Zuid-Afrika, Malawi, Togo |
| -          | Bitis harenna                        | Gower, Wade, Spawls, Böhme, Buechley, Sykes & Colston, 2016 | Ethiopië |
| -          | Bitis heraldica                      | Bocage, 1889                                                | Angola |
|            | Bitis inornata                       | Smith, 1838                                                 | Zuid-Afrika |
|            | Neushoornpofadder (Bitis nasicornis) | Shaw, 1802                                                  | Soedan, Kenia, Oeganda, Angola, Congo-Kinshasa, Congo-Brazzaville, Gabon, Kameroen, Equatoriaal-Guinea, Nigeria, Benin, Togo, Ghana, Ivoorkust, Liberia, Sierra Leone, Guinea, Centraal-Afrikaanse Republiek, Tanzania, Zambia |
|            | Bitis parviocula                     | Böhme, 1976                                                 | Ethiopië |
|            | Dwergpofadder (Bitis peringueyi)     | Boulenger, 1888                                             | Namibië, Angola |
|            | Bitis rhinoceros                     | Schlegel, 1855                                              | Guinea, Guinee-Bissau, Liberia, Sierra Leone, Ivoorkust, Ghana, Togo |
|            | Bitis rubida                         | Branch, 1997                                                | Zuid-Afrika |
|            | Bitis schneideri                     | Boettger, 1886                                              | Namibië, Zuid-Afrika |
|            | Bitis worthingtoni                   | Parker, 1932                                                | Kenia |
|            | Bitis xeropaga                       | Haacke, 1975                                                | Namibië, Zuid-Afrika |